# جيريمي ماكغراث (متسابق دراجات نارية)
جيريمي ماكغراث (بالإنجليزية: Jeremy McGrath)‏ هو متسابق دراجات نارية أمريكي، ولد في 19 نوفمبر 1971 في سان فرانسيسكو في الولايات المتحدة.